# 中村又五郎 (3代目)
三代目 中村又五郎（さんだいめ なかむら またごろう、1956年（昭和31年）4月26日 - ）は、俳優、歌舞伎役者。本名は小川 光照（おがわ みつてる）。屋号は播磨屋。定紋は揚羽蝶、替紋は蔓片喰。東京都出身。暁星高等学校卒業。

## 来歴
二代目中村歌昇の次男として東京に生まれる。
1964年（昭和39年）7月、歌舞伎座『仮名手本忠臣蔵』「八段目」の奴で中村光輝を名乗り初舞台を踏む。歌舞伎だけではなく、1969年のNHK大河ドラマ『天と地と』で、主人公上杉謙信の少年時代を演じ、同じ年のTBS『ブラザー劇場　胡椒息子』でも主人公を好演した。これらの子役にとどまらず、成長後もテレビドラマの『竹千代と母』や『大忠臣蔵』に『鬼平犯科帳』、映画では1970年の『ママいつまでも生きてね』（池広一夫監督）や1978年の『赤穂城断絶』（深作欣二監督）など、多くの作品に出演した。
1981年（昭和56年）6月、歌舞伎座『船弁慶』の静御前・平知盛で三代目中村歌昇を襲名した。
2011年（平成23年）9月、新橋演舞場『菅原伝授手習鑑』「寺子屋」の武部源蔵、「車引」の梅王丸、『沓手鳥孤城落月』の豊臣秀頼で三代目中村又五郎を襲名する。

## 出演
- 海の次郎丸　(1968年、ABC) 次郎丸　役　主演
- 胡椒息子　(1969年、TBS)  牟礼昌二郎　役　主演
- 水戸黄門　第2部 第21話「泣くものか」（1970年2月15日、TBS/CAL） - 三吉 役
- NHK大河ドラマ
  - 天と地と（1969年、NHK） - 長尾景虎 役
  - 花の乱（1994年、NHK） - 熊谷大八郎 役
- 竹千代と母　(1970年、NTV) - 竹千代　役
- 大忠臣蔵　第32話　(1971年、NET) 定太郎　役　主演
- 不知火の小太郎　(1971年、NHK) 柳太郎　役　主演
- 青春家族　(1973年、CX)
- 新選組　第4話「千本通りに消えた銃声」（1973年、CX）- 前田荘介 役
- 子連れ狼　第一部「大五郎絶唱」(1973年、NTV)  - 茂作 役
- 座頭市物語　第10話「やぐら太鼓が風に哭いた」（1974年、CX） - 天狗岩大八 役
- 鬼平犯科帳　第4シリーズ 第6話「俄か雨」（1993年） - 細川峯太郎 役
- 鬼平犯科帳　第7シリーズ〜TheFinal（1996年） - 小林金弥 役
- 無用庵隠居修行9（2025年放送予定） - 一橋治済 役[1]

## 顕彰
- 芸術選奨文部科学大臣賞（『菅原伝授手習鑑』） - 2012年（平成24年）3月[2][3]。
- 紫綬褒章 - 2014年（平成26年）11月[4][5]。